# Iglesia de Santa María Jus del Castillo (Estella)
La iglesia de Santa María Jus del Castillo es una iglesia románica de Estella (Navarra, España). Está situada al pie del antiguo castillo de Zalatambor (de ahí su nombre, que significa "bajo el castillo") junto al Convento de Santo Domingo, y a escasos metros del Camino de Santiago.
Se construyó en el siglo XII en el solar que ocupaba una sinagoga, ya que éste era entonces el barrio judío de la ciudad. Su nombre original era Iglesia de Santa María y de Todos los Santos. Se usó como iglesia hasta el siglo XVII. Hoy se usa como centro de interpretación del Románico y del Camino de Santiago. Fue declarada Bien de Interés Cultural (código RI-51-0004979).
Es una iglesia de nave única. El ábside y el cuerpo central de la iglesia son románicos, pero la fachada y la torre son de época barroca.